# Gurgen Dalibaltayan
Gurgen Dalibaltayan (en armenio: Գուրգեն Դալիբալթայան; Ninotsminda, 5 de junio de 1926-Ereván, 1 de septiembre de 2015) fue un comandante militar armenio. Era el jefe del Estado Mayor General de las Fuerzas Armadas durante la batalla de Shusha en 1992 para apoderarse de esta ciudad en el Cáucaso, a menudo llamada el matrimonio en las tierras altas por los armenios. Se le atribuye la elaboración de una estrategia de asalto a la ciudad fortificada de Shusha utilizando ataques de diversión contra aldeas adyacentes para sacar a los defensores de la baja, mientras que los "Komandos" Arkady Ter-Tatevosyan rodeaban la ciudad e impedían que llegaran refuerzos. Su estrategia es generalmente considerada imposible, o por lo menos poco plausible, ya que fue superado en número en un principio. Tácticos militares generales sugieren una fuerza tres veces superior a la del defensor para asaltar con éxito y ganar.

## Biografía

### Primeros años de vida
Dalibaltayan nació en el pueblo armenio de Bogdanovka (actual Ninotsminda, Samtskhe-Javakheti, Georgia), cerca de la frontera con Armenia. Asistió a la Escuela Secundaria de Gorelovka de 1934 hasta 1944. Después de graduarse, pasó tres años en la Escuela de Infantería de Tbilisi. Dalibaltayan se alistó luego al ejército soviético.

### Ejército soviético
Dalibaltayan ocupó varios puestos al mando en Catedral de Ejmiatsin, Ereván, Perekeshkul, Prishib, Kirovabad, Abakán y Rostov del Don durante su servicio en las Fuerzas Armadas soviéticas. Fue comandante de la división de infantería 242 del Distrito Militar de Siberia desde 1969 hasta 1975. Fuera de la URSS, fue subjefe del Estado Mayor desde 1975 hasta 1980 para el Grupo Sur de Fuerzas en Budapest. También participó en los cursos académicos más altos para los comandantes de la Academia Militar del Estado Mayor General de las Fuerzas Armadas de la URSS (ahora Rusia) en 1976 y 1978. Dalibaltayan llegó a ocupar su cargo final a partir de 1987 como Comandante Adjunto del distrito militar Cáucaso del Norte de entrenamiento de combate en Rostov-na-Donu. En 1991, abandonó las Fuerzas Armadas soviéticas antes de la caída de la Unión Soviética, después de 40 años de servicio.

### Ejército armenio
Las Fuerzas Armadas de Armenia, el país de origen para Dalibaltayan, le acogieron al poco tiempo en sus filas. Dalibaltayan fue nombrado Jefe de Estado Mayor de la Comisión de Defensa del Consejo de Ministros de Armenia en 1991. En el mismo año, había sido ascendido a jefe del Estado Mayor General de las Fuerzas Armadas armenias y también llegó a ser el primer viceministro de Defensa de Armenia. Durante este período organizó el ejército armenio, mostrando su experiencia, capacidad militar y liderazgo entre los militares de menor rango. Dalibaltayan fue uno de los jefes del Ejército Armenio durante la guerra de Nagorno-Karabaj.
Era el comandante de las fuerzas armenias de la Batalla de Shusha, con la asistencia de Arkady Ter-Tadevosyan. Todos los factores militares estaban a favor del ejército azerbaiyano. Los azeríes tenían ventaja en términos de cantidad y calidad de los equipos militares. Disponían de superioridad numérica y también se hallaban en terreno elevado. Debido a la posición estratégica de Shusha, la ciudad podía ser fácilmente defendida. Por lo tanto, un ataque directo por las fuerzas armenias no era una opción viable para Dalibaltayan. De acuerdo con las prácticas militares, para que la operación tuviera éxito los armenios tenían que superar al menos 3-4 veces en número a los azeríes (más aún cuando se ataca a una elevación). En cambio, Dalibaltayan y Ter-Tadevosyan idearon juntos la estrategia de lanzar varios ataques de diversión contra los pueblos adyacentes para hacer que salieran los defensores de Shusha, mientras que las fuerzas armenias irían a rodearla. Mientras tanto, se le cortó a la ciudad de más refuerzos. La conquista fue un éxito y demostró ser un punto de inflexión en la guerra a favor de Armenia. La fecha en que Shusha fue ocupada, el 9 de mayo de 1992, se celebra como Día de la Victoria en Armenia, que coincide casualmente con el final de la Gran Guerra Patria (o Segunda Guerra Mundial).
Después de la guerra, trabajó como Asesor del Presidente de Armenia y fue inspector jefe militar de 1993 a 2007. A partir de 2007, era el Asesor Principal del Ministro de Defensa.

### Vida personal
Estuvo casado con Shushanik Dalibaltayan (nacida Khachatryan). Tienen dos hijos, una hija Varduhi (nacida en 1952) y un hijo Varazdat (nacido en 1954).

### Fallecimiento
Gurgen Dalibaltayan falleció en la ciudad de Ereván el 1.º de septiembre. Las causas de su fallecimiento no han sido dadas a conocer. Una comisión encabezada por el ministro de Defensa Seyran Ohanyan realizará un funeral militar en su honor.
Dalibaltayan era ciudadano honorario de Ereván.

## Condecoraciones
- Orden de la Bandera Roja
- Orden de la Estrella Roja
- Orden de Servicio a la Patria en las Fuerzas Armadas de la URSS, tercera clase
- Orden de la Cruz de Combate, primer grado (1998)
- Medalla "Por los servicios a la Patria""
- Medalla "Medalla "Por Servicios Distinguidos", primer grado
- Medalla "Por Servicio Distinguido", segundo grado
- Orden de Nerses el Compasivo
- Orden de la Cruz de Combate, primer grado (2000)